# Ашаффенбург
Аша́ффенбург (нем. Aschaffenburg) — университетский город районного значения в Германии, в земле Бавария. Подчинён административному округу Нижняя Франкония. Население составляет 68 722 человека (на 31 декабря 2009 года). Занимает площадь 62,57 км². Официальный код — 09 6 61 000.
Город подразделяется на 10 городских районов. Главная достопримечательность — замок Йоханнесбург (нач. XVII в.)

## Из истории
По свидетельствам историков, в ходе Второй мировой войны местный начальник военного округа (крайсляйтер) создал в этом районе настолько мощный отряд ополчения против американских войск, (в который входили не только военнослужащие Вермахта, но и гражданские добровольцы), что он сумел оказать серьёзное сопротивление войскам противника. В боях участвовали даже дети, которые вели огонь из окон домов и забрасывали войска американцев гранатами. Чтобы преодолеть сопротивление, американцы вызвали танковые части и подвергли сам город ковровой бомбардировке. Командование 7-й армии США поставило населению ультиматум о сдаче, который был отвергнут. В итоге город был взят только после того, как он был полностью превращён в руины.

## Достопримечательности
Средневековый замок Йоханнесбург (Johannisburg), освящённый в честь святого Иоанна Крестителя, служивший резиденцией архиепископов Майнцских, разрушен в XVI веке. В 1604 году новый архиепископ майнцский, курфюрст и эрцканцлер Священной Римской империи, Иоганн Швейкхард фон Кронберг поручил страсбургскому архитектору Георгу Ридингеру перестроить замок. Архитектор воздвиг мощное каре с четырьмя угловыми башнями. Работы были закончены в 1619 году.
В настоящее время в замке располагается Государственная картинная галерея. В ней экспонируются картины Лукаса Кранаха Старшего, его сына, Лукаса Кранаха Младшего, их учеников (коллекция картин Кранаха в Ашаффенбурге считается лучшей в Европе). Также на выставке представлены произведения Ханса Бальдунга Грина, ученика Дюрера, большое количество картин голландских и фламандских живописцев XVII—XVIII веков, а также произведения выдающегося фламандского художника Питера Пауля Рубенса. В Муниципальном музее замка также имеется «Коллекция драгоценных алтарных облачений», крупнейшая в мире коллекция архитектурных макетов из пробкового дерева, скульптуры, городские ведуты, мебель, коллекция керамики, картины экспрессиониста Эрнста Людвига Кирхнера и представителя новой вещественности Кристиана Шада. Частью музея являются Покои архиепископа Фридриха Карла Иосифа фон Эрталя, Капелла замка, Придворная библиотека Ашаффенбурга.
Одна из главных достопримечательностей Ашаффенбурга — Помпейский дом, копия древнеримской виллы из Помпей, построенная в 1840—1848 годах по заказу баварского короля Людвига I по проекту архитектора Фридриха фон Гертнера. Дом был разрушен в 1944 году. Восстановительные работы начались в 1960 году. С 1994 года действует как музей.

## Население
По оценке на 31 декабря 2015 года население межрайонного города (городской общины) Ашаффенбург составляет 68 986 чел. 

| Дата      | 1840  | 1871  | 1900  | 1925  | 1939  | 1950  | 1961  | 1970  | 1987  | 2011  |
| --------- | ----- | ----- | ----- | ----- | ----- | ----- | ----- | ----- | ----- | ----- |
| Население | 14228 | 15009 | 25883 | 39736 | 48042 | 48947 | 58433 | 59838 | 60964 | 67359 |

| Год       | 1960  | 1970  | 1980  | 1990  | 2000  | 2009  | 2010  | 2011  | 2012  | 2013  | 2014  | 2015  |
| --------- | ----- | ----- | ----- | ----- | ----- | ----- | ----- | ----- | ----- | ----- | ----- | ----- |
| Население | 58795 | 59769 | 59257 | 64098 | 67592 | 68722 | 68678 | 67470 | 67681 | 67844 | 68167 | 68986 |

## Образование
В октябре 1995 года в Ашаффенбурге открылось высшее техническое училище (technische Hochschule), в качестве местного отделения Института прикладных наук (Fachhochschule) Вюрцбург-Швайнфурт. В октябре 2000 года отделение в Ашаффенбурге получило статус самостоятельного института прикладных наук, а спустя еще 9 лет, новое название — Высшее техническое училище Ашаффенбург (университет прикладных наук).

## Транспорт
Ашаффенбург связан с железнодорожной сетью главной станцией Ашаффенбург (региональное и междугороднее сообщение), портовой станцией. В 2012 году главный вокзал Ашаффенбурга был выбран изданием «Pro Schiene Alliance» как «Станция года 2012».

### Порт
Государственный порт Ашаффенбург расположен на трансъевропейском водном пути Рейн-Майн-Дунай, принадлежит группе Bayernhafen и представляет собой крупнейшую промышленную зону в Баварии — Bayerischer Untermain. Помимо тримодальной перегрузки контейнеров между автомобильным, железнодорожным и водным транспортом, основное внимание уделяется логистике, доставке и переработке. В 2005 году грузооборот составил 2,8 млн тн, в 2011 году — 3,3 млн тн.

## Города-побратимы
- Перт, Великобритания (1956)
- Сен-Жермен-ан-Ле, Франция (1975)
- Мишкольц, Венгрия (1996)

## Уроженцы и жители
- Эрнст Людвиг Кирхнер (1880—1937) — художник, соучредитель группы «Мост»
- Карлос Бузер (1981—н.в.) — американский баскетболист, выступающий за команду «Чикаго Буллз».
- Гесс, Рихард Александр (1835—1916) — немецкий учёный-лесовод.
- Фридрих Дессауэр (1881—1963) — немецкий биофизик, философ-неотомист.
- Ансельм Франц фон Ингельхейм (1634—1695) — курфюрст и архиепископ Майнца.
- Карл Генрих фон Меттерних-Виннебург (1622—1679) — курфюрст и архиепископ Майнца.
- Феликс Магат (1953—н.в.) — немецкий футболист, тренер футбольного клуба «Вольфсбург».
- Франц Геттингер (1819—1890) — немецкий богослов и педагог.
- Эрна Морена (1885—1962) — немецкая актриса немого кино.
- Фридрих фон Хефнер-Альтенек (1845—1904) — автор многочисленных изобретений в области электротехники, светотехники, телеграфии и фотометрии, член шведской Королевской Академии наук и Прусской Академии наук.
- Группа Enemy Inside

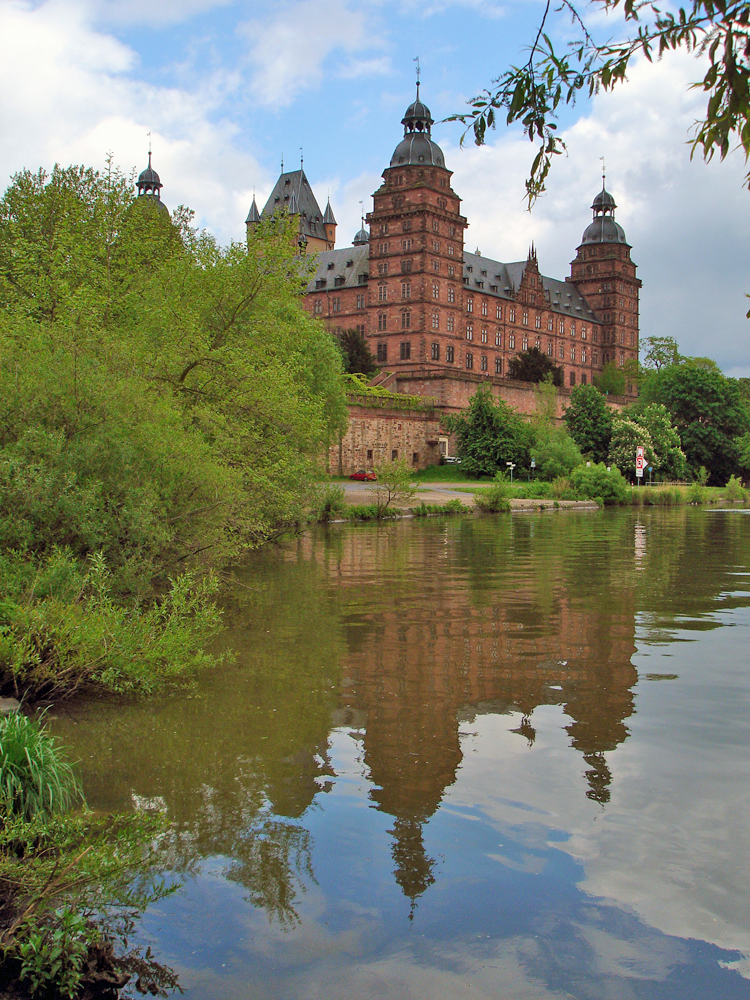
Замок Йоганнесбург
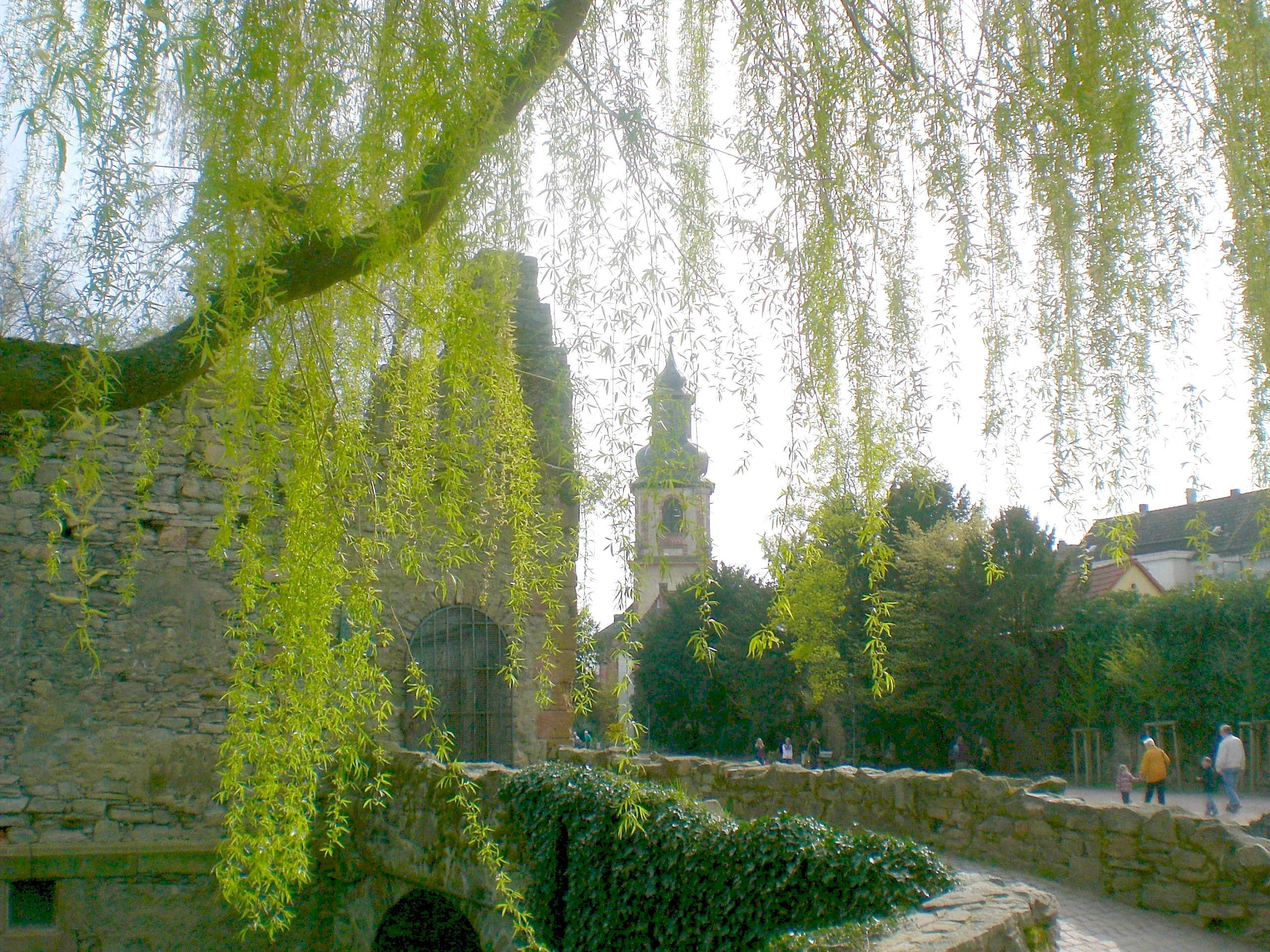
Парк